# Davul
 (février 2024).
Si vous disposez d'ouvrages ou d'articles de référence ou si vous connaissez des sites web de qualité traitant du thème abordé ici, merci de compléter l'article en donnant les références utiles à sa vérifiabilité et en les liant à la section « Notes et références ».
«  Dammam (instrument) » redirige ici. Pour les autres significations, voir Dammam (homonymie).

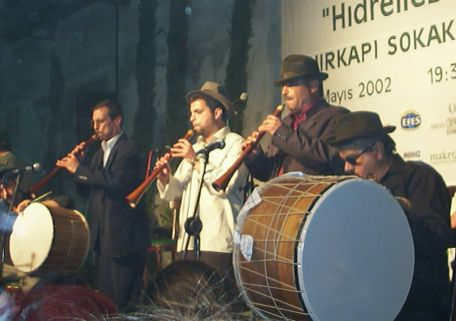
Zurnas et davuls joués par des Roms turcs.

Le davul (Turquie, Arménie, Bulgarie), dammam (Iran), daouli et toumpano (Grèce), tapan, toupan et tupan (Bulgarie, Macédoine, Bosnie-Herzégovine, Kosovo), toban (Roumanie, Moldavie) ou lodra (Albanie), est un tambour à deux faces répandu en Europe orientale et au Moyen-Orient, assez proche du dohol.

## Facture
Similaire à la grosse caisse, avec un fût (traditionnellement de bois ou de métal) et de deux peaux (le plus souvent de chèvre, mais on trouve de nos jours des peaux synthétiques), attachées au moyen de cordes.
Le laçage des cordes, qui varie suivant les pays et les régions (un simple zigzag d'une peau à l'autre ou un réseau complexe de nœuds), permet de faire varier la tension des peaux.

## Jeu

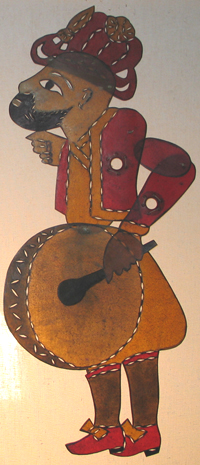
Davul dans le théâtre d'ombre. Ici, Karagöz avec son davul.

Son jeu est proche de celui du dohol, puisqu'il se joue avec deux baguettes dépareillées (une grosse et une fine). Il est tout autant réservé aux musiques et aux danses folkloriques. On en joue debout, l'instrument étant tenu par des lanières.